# Daniel Webster
Daniel Webster (18 de enero de 1782-24 de octubre de 1852) fue un prominente hombre de Estado de los Estados Unidos durante el antebellum estadounidense, o época  anterior a la guerra de Secesión. Webster adquirió prestigio regional debido a su defensa de los intereses navieros de Nueva Inglaterra. Poseía una visión nacionalista cuya fabulosa articulación le valieron a Webster el convertirse en uno de los más renombrados oradores y líderes del Whig Party estadounidense.
En el período que prestó sus servicios como abogado al consejo legal, Webster trabajó en casos que sentaron precedentes constitucionales importantes que apoyaban la autoridad del gobierno federal estadounidense. Como secretario de Estado de ese país, negoció la consumación del Tratado Webster-Ashburton, por medio del cual se estableció definitivamente la parte oriental de la línea limítrofe entre la Unión Americana y el Canadá. Reconocido por su participación en el Senado de Estados Unidos, Webster se convirtió en una figura clave de las instituciones de la llamada Edad de Oro (en inglés, Golden Age). Es bien conocida su pericia como senador durante este período, en el cual formó parte del Gran Triunvirato en compañía de colegas suyos como Henry Clay y John C. Calhoun.
Como en el caso de Henry Clay, el afán de Webster por ver una Unión sólida y los conflictos de su época resueltos le llevaron a adquirir ciertos compromisos que lo mantuvieron más o menos ajeno al sectarismo que campeaba por la época de la guerra entre la Unión y los Estados Confederados. Aunque Webster lo intentó en tres ocasiones, nunca fue elegido a la Presidencia de Estados Unidos. Como sus intentos por llegar a la Casa Blanca, sus esfuerzos por conducir a su país hacia una paz definitiva probaron ser fútiles. A despecho de lo anterior, Webster es reconocido por sus intenciones, lo que le ha valido ser nombrado por el Senado estadounidense como uno de sus miembros más destacados.

## Primeros años
Daniel Webster nació el 18 de enero de 1782 de Ebenezer y Abigail Webster —nacida Eastman— en Salisbury (Nueva Hampshire). En ese sitio, en compañía de nueve hermanos, creció en la granja familiar, una pequeña parcela obtenida por su padre merced a sus servicios en la guerra entre indios y franceses. Como Daniel era un niño enfermizo su familia se mostraba indulgente con él, eximiéndolo de los rigores de la vida de las granjas de Nueva Inglaterra en el siglo XVIII.
Aunque carecía de educación escolar, Ebenezer Webster fue hecho juez de la corte local en 1791, una posición que le redituaba un salario de 400 dólares; estos ingresos fueron destinados a la educación de su hijo Daniel. Después de haberse incorporado en escuelas locales la mayor parte de su vida, Daniel Webster ingresó a la Phillips Exeter Academy a la edad de catorce años. En ese colegio, sus condiscípulos se burlaban de la rústica indumentaria y los amaneramientos del joven Webster. Tras nueve años en Phillips, la familia Webster se vio en la incapacidad de sufragar los costos de la educación en la academia, y se vieron obligados a llevar a Daniel nuevamente a casa. Desde entonces, el joven estudió bajo la tutela de un mentor privado hasta el verano de 1797, cuando ingresó en el Universidad de Darmouth.
Dartmouth poseía una clase de oratoria, misma que Webster había practicado durante su estancia en la United Fraternity Literary Society. Esto puso fin a su terror de hablar en público —el cual le había puesto en ridículo ante sus compañeros— y ayudó al desarrollo de su estilo oratorio clasicista. De acuerdo con John F. Kennedy, Webster podía "pensar un discurso, sentencia por sentencia, corregir las sentencias en su mente sin emplear la pluma, y luego liberarlas exactamente como las había pensado". Webster fue reconocido como gran orador en Hanover, y en 1800 fue invitado a pronunciar un discurso en la celebración del Día de la Independencia en esa localidad. Webster se graduó de Dartmouth en 1801.

## Inicio en los primeros planos de la vida política

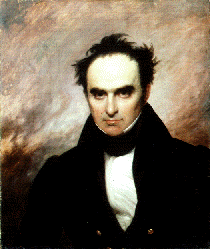
Un retrato de Daniel Webster, en el año 1835.

Luego de su graduación, Webster fue aprendiz del jurista Thomas W. Thompson. Obligado a renunciar por cuestiones familiares, se convirtió en profesor de una escuela —cuando era joven, la educación pública de Estados Unidos asignaba importantes subsidios para los profesores locales— en un momento en que su hermano mayor tenía aspiraciones por acceder a la educación, hecho que había puesto en jaque económico a la familia Webster, que a la sazón necesitaba el apoyo económico de Daniel. Dado que la educación de su hermano no pudo ser apoyado por mucho tiempo, Webster regresó a su antiguo aprendizaje. Más tarde dejó Nueva Hampshire, y encontró trabajo en Boston en 1804, con el prominente abogado Christopher Gore. Gracias a este contacto, —Gore estaba relacionado en asuntos políticos de orden estatal, nacional e internacional— Webster tuvo la oportunidad de foguearse en cuestiones de política y conocer a importantes personalidades de ese campo en Nueva Inglaterra.
En 1805, Webster fue aceptado en la barra de abogados y regresó a Nueva Hampshire para ejercer su profesión en la ciudad de Boscawen, hecho motivado en parte por su deseo de hallarse cerca de su padre. Defendió su primer caso en Plymouth, un pueblo de su estado natal. Durante este tiempo, Webster se mostró más interesado en la política. Habiendo sido criado por una padre de fervientes convicciones federalistas, y luego educado en un ambiente similar en sus estancia como estudiante en Dartmouth, Daniel Webster, al igual que muchas personas en Nueva Inglaterra, era partidario del federalismo en los Estados Unidos. Congruentemente, aceptó un número de casos menores en los cuales apoyaba las causas federalistas.
Tras la muerte de su padre, acontecida en 1806, Webster inició en la práctica jurídica a su hermano mayor Ezekiel, quien por aquel tiempo había concluido su educación y había sido admitido en la barra de abogados. Entonces, Webster se trasladó a Portsmouth (Nueva Hampshire) en 1807, sitio en que prosiguió con su práctica profesional. Por estas fechas, las guerras Napoleónicas comenzaban a afectar a los estadounidenses en la medida que Gran Bretaña, limitada de marineros, estaba reclutando marinos estadounidenses para cubrir a los desertores británicos. El presidente Thomas Jefferson respondió con el Acta de Embargo de 1807, cesando todo trato con el Reino Unido y Francia. Como Nueva Inglaterra se había convertido en un socio importante de ambos países, varias personalidades de la región se opuso con vehemencia a los afanes de Jefferson. Entre las voces opositoras más agudas estaba la de Webster, quien escribió un panfleto anónimo en contra del presidente.
La disputa con el Reino Unido, al paso del tiempo, se convirtió en la guerra Anglo-Estadounidense de 1812. Ese mismo año, Daniel Webster pronunció un discurso en la Washington Benevolent Society, mismo que probó su vocación crítica. El discurso denostaba la guerra y la violación de los derechos navales de Nueva Inglaterra que habían sido el antecedente de la misma; pero al mismo tiempo denunciaba el extremismo de aquellas voces que pugnaban por la separación de Nueva Inglaterra de los Estados Unidos.
El discurso en Washington circuló extensamente y fue releído en Nueva Hampshire, lo que valió la elección de Webster a la Convención de Rockingham en 1812, una asamblea que pretendía declarar formalmente los desacuerdos de los estados de la Unión al presidente Madison y al gobierno federal de los Estados Unidos. En la Convención, Webster formó parte de la comisión redactora, y fue elegido para la elaboración del Memorial de Rockinham (Rockingham Memorial, en inglés) que sería enviado al presidente Madison. El reporte incluía en buena medida las opiniones y el tono con que fue escrito el discurso pronunciado en la Sociedad Washington, excepto en la alusión a los intentos secesionistas, sobre los que dijo: Si la separación de los estados llegase a tener lugar, será cuando una parte del país se comprometa a controlar, regular y sacrificar el interés de la otra.
Los esfuerzos de Webster en la defensa del federalismo del pueblo de Nueva Inglaterra, los derechos e intereses navales y su oposición a la guerra contra el Reino Unido le valieron el resultar electo a la Cámara de Representantes de los Estados Unidos en 1812. En ese cargo permaneció por dos períodos hasta marzo de 1817. Fue un gran crítico de la presidencia de Madison y sus políticas belicosas, denunció los intentos de financiar la guerra directamente con papel moneda y se opuso a la conscripción al Ejército propuesta secretario de guerra, James Monroe. En su segundo período se hizo notable por el apoyo al restablecimiento del Banco Nacional de Estados Unidos sobre un fondo en especie; pero se opuso al impuesto de 1816 —que se proponía la protección de las manufacturas estadounidenses— y al modelo económico llamado Sistema Estadounidense (American System, en inglés).
Su oposición fue coherente con varias de las creencias que profesaba, incluidos el libre comercio, en tanto que el impuesto de 1816 se proponía el aumento de la renta, no de las mercancías extranjeras, amén que se encontraba en franca oposición al "verdadero espíritu de la Constitución", al conceder excesivos privilegios a una industria sobre otra.
Al término de su segundo período como representante, Webster decidió no optar por un tercero, y se dedicó a la práctica de su profesión como abogado. En un intento por asegurar su porvenir financiero y el de su familia —para ese tiempo, ya se había casado con Grace Fletcher en 1808, con quien procreó cuatro hijos—, Webster decidió trasladarse de Portsmouth a Boston.

## Casos notables en la Corte Suprema
Webster había adquirido gran prestigio en Nueva Hampshire desde sus días en Boscawen, y fue muy repetado durante su estancia en la Cámara de Representantes. A pesar de ello, adquirió presencia nacional en los Estados Unidos a través de su participación en importantes disputas en la Corte Suprema de los Estados Unidos Dichos casos sentaron jurisprudencia en el derecho constitucional de ese país.
En 1816, Webster fue contratado por los federalistas del Dartmouth College —su alma máter— para representarlos en su caso contra la legislatura republicana recién electa en el estado de Nueva Hampshire. Esta legislatura había un decreto que convertía a Dartmouth en una dependencia del Estado, reduciendo el cuerpo de regentes universitarios en el colegio y añadiendo un equipo de supervisores que debían ser nombrados por el senado estatal. El gobierno de Nueva Hampshire argumentaba que, en tanto que sucesor de la soberanía de Jorge III de Inglaterra —quien concedió la carta de fundación a Dartmouth—, tenía derecho de requisar el privilegio.